# Natalia Reyes
Natalia Reyes Gaitán (Bogotá, 6 de febrero de 1987) es una actriz colombiana de cine, televisión y obras de teatro en Colombia y Estados Unidos. Es conocida por protagonizar la película Terminator: Dark Fate en 2019.

## Biografía
Reyes ingresó con 9 de años de edad a Claraluna, una escuela de teatro musical en la que durante 7 años estudió canto, baile y actuación. Incursionó en la televisión en el año 2002 en el programa Popstars, donde demostró sus habilidades de canto y baile, quedando dentro de las 10 finalistas. Inicia actuando en televisión en el año 2003 en la serie Pandillas, guerra y paz, más tarde es presentadora del programa infantil Club 10, y luego participa en las novelas Las profesionales, Muñoz vale por 2 y Bermúdez, de Caracol Televisión. Fue protagonista del cortometraje El elefante rojo, ganador a mejor película y dirección del New York School of Visual Arts en 2009. En 2010 interpretó a Fabiana Medina en la serie Isa TK+, de Nickelodeon. En 2011 realiza una sobresaliente actuación con el personaje de Ana Lucía Giraldo, una joven boxeadora lesbiana, en la novela del canal RCN A mano limpia. En 2011 se radica en la ciudad de Nueva York para estudiar en la prestigiosa escuela de actuación de Lee Strasberg. Realiza varios cortometrajes, comerciales, la serie web Just Moved In, dirigida por Clementine Cayrol, y la película Chess, del director francés Michel Cosma. Luego regresa a Colombia para unirse al elenco de la serie Cumbia ninja, de Fox, con la que participa en tres temporadas. A continuación encarnó a Florencia Guerrero en la versión colombiana de la serie argentina Dulce amor para Caracol Televisión y formó parte de la película Desterrada, de Diego Guerra. En 2015 protagonizó la cinta Lady, la vendedora de rosas, producida por Teleset y  Sony Pictures Television, con gran éxito en toda Iberoamérica al ser emitida por Netflix, RCN y Univisión. También trabajó en la Compañía Exilia2 Teatro, una de las más importantes de la nueva escena teatral colombiana. Luego se dedicó principalmente al cine; en 2018 protagoniza la película original de Netflix Pickpockets, dirigida por Peter Weber; Muestros muertos, de Jacques Toulemonde; Brakland, del director danés Martin Skovbjerg; Sumergible, producida por Sebastián Cordero; Pájaros de verano del director colombiano nominado a un premio de la Academia Ciro Guerra; y participó además en la cinta estadounidense Runnin' with the Devil, junto al actor Nicolas Cage. Tiene una importante participación protagonista en Terminator: Dark Fate. Actualmente vive en Los Ángeles.

## Filmografía

### Televisión
| Año       | Título                           | Personaje            | Canal               |
| --------- | -------------------------------- | -------------------- | ------------------- |
| 2023      | Camilo Superstar                 | Ángela Carrasco      | Atresplayer Premium |
| 2017      | El Comandante                    | Carolina Jímenez     | Canal RCN           |
| 2016-2017 | La ley del corazón               | Rincón               | Canal RCN           |
| 2016      | 2091                             | Roda                 | Fox Channel         |
| 2016      | Mujeres asesinas                 | Luisa, la acorralada | Canal RCN           |
| 2015      | Lady, la vendedora de rosas      | Lady Tabares         | Canal RCN           |
| 2015      | Dulce Amor                       | Florencia Guerrero   | Caracol Televisión  |
| 2013-2015 | Cumbia Ninja                     | Jessica              | Fox Channel         |
| 2010-2011 | A mano limpia                    | Ana Lucia Giraldo    | Canal RCN           |
| 2009      | Todas odian a Bermúdez           | Marcela Delgado      | Caracol Televisión  |
| 2009-2010 | Isa TK+                          | Fabiana Medina       | Nickelodeon         |
| 2008-2009 | Muñoz vale por 2                 | Vanessa Muñoz        | Caracol Televisión  |
| 2006-2007 | Las profesionales, a su servicio | Sharon Jeaneth       | Caracol Televisión  |
| 2004-2005 | Pandillas, guerra y paz          | María Fernanda       | Canal RCN           |

### Cine
| Año  | Título                         | Personaje             | Nota |
| ---- | ------------------------------ | --------------------- | ---- |
| 2023 | Mañana, antes y después        | Mujer                 |      |
| 2020 | Sumergible                     | La Reina              |      |
| 2019 | Terminator: Dark Fate          | Daniella "Dani" Ramos |      |
| 2019 | Running with the Devil         | Kathy                 |      |
| 2019 | En la ruta del narco           |                       |      |
| 2018 | Pájaros de verano              | Zaida                 |      |
| 2018 | Brakland                       | Valentine Hernández   |      |
| 2018 | Sticks and stones              |                       |      |
| 2018 | Nuestros muertos (corto)       | Karina                |      |
| 2018 | Pickpockets: maestros del robo | Juana                 |      |
| 2016 | Chess                          | Mesera del Deli       |      |
| 2015 | Anthropos                      |                       |      |
| 2015 | Queda la tarde                 | Juana                 |      |
| 2013 | Desterrada                     | Valentina             |      |
| 2013 | Chess                          |                       |      |
| 2010 | Run or Die                     |                       |      |
| 2010 | Los futbolistas                |                       |      |
| 2009 | Elfante rojo                   | Magdalena             |      |

### Programas
| Año       | Título             | Personaje    | Canal              |
| --------- | ------------------ | ------------ | ------------------ |
| 2003-2006 | Club 10            | Presentadora | Caracol Televisión |
| 2002      | Popstars: Colombia | Participante | Caracol Televisión |

## Premios y nominaciones

### Premios India Catalina
| Año  | Categoría                                      | Trabajo nominado            | Resultado |
| ---- | ---------------------------------------------- | --------------------------- | --------- |
| 2016 | Mejor actriz protagónica de telenovela o serie | Lady, la vendedora de rosas | Nominada  |

### Premios TvyNovelas
| Año  | Categoría                              | Trabajo nominado            | Resultado |
| ---- | -------------------------------------- | --------------------------- | --------- |
| 2016 | Mejor actriz protagónica de serie      | Lady, la vendedora de rosas | Nominada  |
| 2016 | Mejor actriz de reparto de telenovelas | Dulce amor                  | Nominada  |

### Premios Macondo
| Año  | Categoría               | Película          | Resultado |
| ---- | ----------------------- | ----------------- | --------- |
| 2019 | Mejor actriz de reparto | Pajaros de verano | Ganadora  |